# Джонні Реп
Джонні Реп (нід. Johnny Rep, нар. 25 листопада 1951, Зандам) — колишній нідерландський футболіст, який грав на позиції нападника. Відомий, зокрема, виступами за «Аякс», «Валенсію», «Сент-Етьєн», «Феєнорд», а також національну збірну Нідерландів. Надалі — футбольний тренер.

## Кар'єра
Джонні Реп вихованець футбольного клубу «Зандам». Свою професійну кар'єру він розпочав в «Аяксі», за який дебютував 29 серпня 1971 року. В амстердамському клубі його товаришами по команді були такі видатні гравці як Йоган Кройф, Руд Крол, Дік ван Дейк, Арі Ган, Піт Кейзер, Йоган Нескенс, Геррі Мюрен та інші. Реп доволі часто ставав автором вирішальних голів. Так він забив два з трьох голів аргентинському «Індепендьєнте» на Міжконтинентальному кубку 1972, а також єдиний гол у фіналі Кубка європейських чемпіонів 1972-73 «Ювентусу». В 1974 році збірна Нідерландів з Джонні Репом у складі дісталась до фіналу Чемпіонату Світу, де поступилась команді ФРН з рахунком 1-2.
В 1975 році Реп перейшов у «Валенсію», але його виступи за іспанців не увінчалися великим успіхом. В 1977-му Джонні переїхав до Франції. З «Бастією» в сезоні 1977-78 він дістався до фіналу Кубка УЄФА, в якому його клуб поступвся команді ПСВ (0-3, 0-0). В «Сент-Етьєні», граючи в одній команді з таким майстром як Мішель Платіні, Джон став чемпіоном Франції в сезоні 1980-81. В 1983 році Джонні Реп повернувся до Нідерландів, де виступав за «Зволле», «Феєнорд» та «Гарлем».

## Титули та досягнення

### «Аякс»
- Чемпіонат Нідерландів
  - Чемпіон (2): 1971–72, 1972–73
  - Бронзовий призер (2): 1973–74, 1974–75
- Кубок Нідерландів
  - Володар (1): 1971-72
- Кубок європейських чемпіонів
  - Володар (2): 1971–72, 1972–73
- Суперкубок Європи
  - Володар (2): 1972, 1973
- Міжконтинентальний кубок
  - Володар (1): 1972

### «Бастія»
- Кубок УЄФА
  - Фіналіст (1): 1977–78

### «Сент-Етьєн»
- Чемпіонат Франції
  - Чемпіон (1): 1980–81

### Збірна Нідерландів
- Чемпіонат Світу
  - Срібний призер (2): 1974, 1978
- Чемпіонат Європи
  - Бронзовий призер (1): 1976